# Układ pompowy
Układ pompowy stanowi pompa lub bateria pomp wraz z rurociągami ssawnym i tłocznym. 
Ogół elementów funkcjonalnie ze sobą powiązanych, które jako całość przeznaczone są do wykonywania ściśle określonych zadań, określone parametry i właściwości można nazwać układem pompowym. Odporność chemiczną układu wyznacza odporność chemiczna najsłabszego elementu układu. 
Parametrami układu pompowego są wysokość podnoszenia H, wydajność Q oraz moc P.
Wysokość podnoszenia H mierzona jest przyrostem wysokości ciśnienia, położenia i prędkości cieczy pomiędzy wlotem a wylotem pompy. Wysokość podnoszenia mierzona jest w metrach. Wysokość podnoszenia oznacza maksymalną wysokość na jaką ciecz można przepompować, mierzoną względem poziomu w zbiorniku ssawnym pomijając straty przepływu w rurociągach. W przypadku długich rurociągów poziomych z wysokości podnoszenia pokazuje na jaką odległość można przepompować ciecz i jest ona sumą zmiany wysokość rurociągu i strat przepływu które są liniową funkcją długości rurociągu.
Wydajność (natężenie przepływu) Q oznacza ilość cieczy, jaką układ pompowy przepompowuje w jednostce czasu.
Moc układu pompowego jest iloczynem wysokości podnoszenia H i wydajności Q.
Jeżeli w układzie pompowym główna pompa wymaga zalewania, stosuje się w nich zalewanie grawitacyjne wykorzystując ciecz zgromadzoną w rezerwowym zbiorniku położonym ponad poziomem pompy lub dołącza się do instalacji dodatkową pompę rozruchową, samozasysającą o małej wydajności. Innym, rzadziej stosowanym rozwiązaniem, jest zastosowanie strumienicy do zalewania pompy głównej.